# Zwischen Welten
Zwischen Welten ist ein Filmdrama aus dem Jahr 2014 von Feo Aladag mit Ronald Zehrfeld und Mohsin Ahmady in den Hauptrollen. Der Film feierte am 11. Februar 2014 seine Weltpremiere im Rahmen des Wettbewerbs der Internationalen Filmfestspiele Berlin 2014.
Bundesweiter Kinostart in Deutschland war der 27. März 2014.

## Handlung
Jesper ist Hauptmann bei der Bundeswehr. Obwohl sein Bruder bei einem Einsatz in Afghanistan ums Leben gekommen ist, meldet er sich erneut zum Militärdienst in das krisengeschüttelte Land. Der Auftrag seiner Truppe ist es, ein kleines abgelegenes Dorf vor den Taliban zu schützen, die in dieser Region zunehmend an Einfluss gewinnen. Unterstützt werden die Soldaten dabei von dem jungen afghanischen Dolmetscher Tarik.
Jesper versucht mit Tariks Hilfe, das Vertrauen der Dorfgemeinschaft und der verbündeten afghanischen Milizen zu gewinnen, doch die Kluft zwischen den Kulturen ist groß. Tarik und Jesper aber freunden sich an – worüber Jesper bald in einen Loyalitätskonflikt gerät, da er immer wieder zwischen seinem Gewissen und den Befehlen seiner Vorgesetzten steht.
Tarik, der aufgrund seiner Arbeit für die Deutschen von den Taliban bedroht wird, erhält vom Bürgermeister des Dorfes die Erlaubnis, seine Schwester Nala aus der Stadt in das kleine Fort der Deutschen und Afghanen zu holen, um sie unter die Aufsicht des deutschen Außenpostens zu stellen.
Auf dem Weg ins Fort werden Nala und Tarik aus einem vorbeifahrenden Auto vom Motorrad heruntergeschossen. Tarik bleibt unverletzt, Nala ist lebensgefährlich verwundet. Tarik trägt seine Schwester ins Fort. Jesper wird die Erlaubnis verweigert, die schwer verletzte Afghanin in das deutsche Militärkrankenhaus bringen zu dürfen.
Er entschließt sich, Nala trotzdem dorthin zu bringen und verwendet dazu den Pickup des Bürgermeisters. Sie wird operiert und gesundet. Während seiner Abwesenheit entscheidet sein Stellvertreter zurück zur Basis zu fahren. Dabei geraten die deutschen Soldaten in einen Hinterhalt, wobei der Stellvertreter ums Leben kommt. Jesper kommt daraufhin wegen seiner Pflichtverletzung vor Gericht und wird aus dem Militärdienst entlassen. Tarik nimmt seinen Beruf als Sprachlehrer wieder auf. Das Schlussbild zeigt, wie er auf seinem Motorrad vor einer Bahnschranke hält. Ein Auto fährt neben ihn und hält ebenfalls. Als die Schranke den Weg freigibt, fällt ein Schuss.

## Hintergrund
Zwischen Welten ist eine Independent Artists Filmproduktion in Ko-Produktion mit Geißendörfer Film- und Fernsehproduktion und ZDF/ARTE, gefördert mit Mitteln von der Filmförderungsanstalt, Medienboard Berlin-Brandenburg, Film- und Medienstiftung NRW, Nordmedia, Deutscher Filmförderfonds, BKM und MEDIA Programme der Europäischen Union. Der Filmverleih ist Majestic.
Feo Aladag ist sowohl Regisseurin als auch Drehbuchautorin und Produzentin von Zwischen Welten. Trotz Widerständen bestand sie darauf, ihren Film vor Ort in Krisengebieten zu drehen, statt den Dreh in andere Länder zu verlegen, wie für westliche Produktionen üblich, welche die gesuchten, passenden Landschaften auch im weniger gefährlichen Marokko finden. Der Film wurde an Originalschauplätzen in Kunduz und Mazar-i-Sharif sowie an verschiedenen Drehorten in Deutschland auf Deutsch, Englisch, Dari und Paschtu gedreht. Der Arbeitstitel lautete Später im Sommer.

## Auszeichnungen
- Jurypreis – Bester Spielfilm – Neue Regisseure auf dem 38. Mostra Internacional de Cinema, Brasilien 2014.[2]
- Mohsin Ahmady gewann für Zwischen Welten den Preis „Best Actor Feature Film“ und Judith Kaufmann den Preis „Best Cinematography“ auf dem 3. Evolution Mallorca International Film Festival, Spanien 2014.[3]
- Sonderpreis des 5. kirchlichen Filmfestivals Recklinghausen.[4]
- Deutscher Hörfilmpreis 2015 in der Kategorie Kino für die von Uta Maria Torp gesprochene Audiodeskription[5]
- Die Deutsche Film- und Medienbewertung (FBW) verlieh dem Film das Prädikat „besonders wertvoll“.[6]

## Nominierungen
- Im Wettbewerb der Internationalen Filmfestspiele Berlin 2014
- Beim 19. Filmfestival Türkei/Deutschland im Wettbewerb der Spielfilme nominiert
- Für den Deutschen Regiepreis METROPOLIS 2014 in der Kategorie „Beste Regie“ nominiert
- Für den VGF-Nachwuchsproduzentenpreis nominiert
- Für den 13. Deutschen Hörfilmpreis 2015 nominiert

## Kritiken
„Die Dreharbeiten vor Ort – Kunduz und Mazar-i-Sharif – haben Feo Aladags Film einen Detailreichtum verliehen, vor allem in der Schilderung des Alltags der Einheimischen und der Soldaten im Dauerausnahmezustand, wie man ihn selten gesehen hat.“

„Zwischen Welten hat im Wettbewerb der Berlinale große Begeisterung ausgelöst. … Ein erstklassig inszenierter Film. … Äusserst fein arbeitet die Regisseurin die menschlichen und kulturellen Spannungen heraus.“

„Bei allem Abenteuer des taffen Settings, bei allem imponierenden Auf- und Einbruch in die doppelt exotischen Männerwelten des Militärs und des Islam, geht Feo Aladag im Ergebnis kaum ins Risiko. Und so haftet ihrem Film, trotz Staub und Schweiß und ausgestelltem Todesmut, etwas seltsam Steriles an.“